# Nils Mönkemeyer
Nils Mönkemeyer (* 1978 in Holzwickede) ist ein deutscher Bratschist und Hochschullehrer.

## Leben und Wirken
Nils Mönkemeyer ist das älteste Kind des Gitarristen Thomas Brendgens-Mönkemeyer und der Künstlerin Heidemarie Mönkemeyer. Er begann seine musikalische Ausbildung zunächst auf der Violine als Jungstudent an der Hochschule für Künste Bremen. 1997 wechselte er zur Bratsche und studierte an der Musikhochschule Hannover bei Christian Pohl, ab 2000 an der Hochschule für Musik und Theater München bei Hariolf Schlichtig und von 2003 bis 2004 bei Veronika Hagen am Mozarteum. Er beendete sein Studium 2006 in München mit dem Konzertexamen. Er erhielt verschiedene Stipendien und Förderpreise und ist Preisträger von Wettbewerben.
Als Solist konzertiert er weltweit und arbeitete mit bekannten Dirigenten zusammen, darunter Rafael Frühbeck de Burgos, Sylvain Cambreling, Simone Young, Andrej Boreyko, Cornelius Meister, Reinhard Goebel, Christopher Hogwood, Yuri Bashmet, Markus Stenz, Marc Minkowski, Michael Sanderling, Mario Venzago, Karl-Heinz Steffens und Michail Jurowski sowie mit Orchestern wie zum Beispiel dem Tokyo Symphony Orchestra, dem Isländischen Sinfonieorchester, dem Philharmonische Orchester Helsinki, dem Orquesta Sinfonica de Bilbao, dem Orchestre de Chambre de Lausanne, den Musiciens du Louvre, der Dresdner Philharmonie, dem Konzerthausorchester Berlin, der Staatskapelle Weimar, dem Tonhalle-Orchester Zürich, dem Berner Symphonieorchester, den Düsseldorfer Symphonikern, dem Philharmonischen Staatsorchester Hamburg, dem Frankfurter Opern- und Museumsorchester, den Bremer Philharmonikern und verschiedenen Rundfunksinfonie-Orchestern.
Dabei trat er in Konzerthäusern auf wie der Wigmore Hall, dem Concertgebouw Amsterdam, dem Wiener Musikverein, dem Gewandhaus Leipzig, der Elbphilharmonie, dem Konzerthaus Berlin, der Kölner Philharmonie, der Alten Oper Frankfurt, dem Festspielhaus Baden-Baden, dem Prinzregententheater, der Tonhalle Zürich und der Philharmonie Luxembourg. Er war außerdem zu Gast bei Festspielen wie dem Rheingau Musik Festival, der Schubertiade Vorarlberg, dem MDR-Musiksommer und dem Mito Festival.
Als Kammermusiker spielt er unter anderem mit Gidon Kremer, Sabine Meyer, dem Pianisten William Youn und Leonidas Kavakos. Gemeinsam mit Julia Fischer, Alexander Sitkowetski und dem Cellisten Benjamin Nyffenegger bildet er das Julia Fischer Quartett.
Mönkemeyer war 2017 künstlerischer Leiter des Festspielfrühlings Rügen der Festspiele Mecklenburg-Vorpommern.
Im Juni 2019 spielte er die Uraufführung des ihm gewidmeten Bratschenkonzerts von Helmut Krausser mit dem Cyprus Symphony Orchestra unter der Leitung von Jens Georg Bachmann.

### Lehrtätigkeit
Parallel zu seiner Konzerttätigkeit lehrte er zunächst als Assistenzprofessor an der Escuela Superior Musica Reina Sofia in Madrid. 2009 wurde er Professor für Bratsche an der Hochschule für Musik Carl Maria von Weber Dresden, bis er 2011 ebenfalls als Professor für Bratsche an die Hochschule für Musik und Theater München wechselte. Seit April 2025 lehrt er an der Hochschule für Musik Hanns Eisler Berlin.

### Instrumente
Mönkemeyer spielt auf einer Bratsche von Philipp Augustin (Staufen i. Br.). Zuvor spielte er eine italienische Bratsche von Giuseppe Cavaleri aus dem Jahr 1742, die ihm als Leihgabe von der Landessammlung Rheinland-Pfalz zur Verfügung gestellt wurde. 2006 wechselte er zu einem für ihn angefertigten Instrument des Geigenbauers Peter Erben (München).

## Engagement
Mönkemeyer war 2014 Schirmherr des durch den Landesmusikrat Schleswig-Holstein initiierten Projektes „Instrument des Jahres“, in dessen Rahmen die Bratsche ausgewählt wurde. Im Jahr 2019 entwickelte er zusammen mit der Caritas in Bonn das Festival Klassik für alle. Bedürftige und benachteiligte Menschen wie Obdachlose und andere, die sich einen Konzertbesuch nicht leisten können, erhalten Patentickets, die andere für sie gekauft haben. Zum Festival gehören außerdem Begegnungen von Mönkemeyer mit Menschen in unterschiedlichen Caritas-Einrichtungen. Außerdem engagiert er sich bei der Initiative Rhapsody in School.

## Auszeichnungen (Auswahl)
- 2002: Sonderpreis beim Internationalen Instrumentalwettbewerb Markneukirchen
- 2003: Solistenpreis und Kammermusikpreis des Klassikfestival Ruhr und der Ruhrtriennale, 3. Preis bei der International Primrose Viola Competition
- 2004: 1. Preis beim Internationalen Violawettbewerb des ORF in Wien
- 2005: Carl-Flesch-Förderpreis der Philharmonie Baden-Baden
- 2006: 1. Preis beim Internationalen Yuri Bashmet Wettbewerb[4]
- 2006: Preis des Deutschen Musikwettbewerbs[4]
- 2009: Parkhouse Award (England)[4]
- 2009: Echo Klassik in der Kategorie als „Nachwuchskünstler des Jahres“ für die CD Ohne Worte[4]
- 2010: Echo Klassik in der Kategorie „Konzerteinspielung des Jahres“ für die CD Weichet nur, betrübte Schatten[17]
- 2013: Sonderpreis der Festspiele Mecklenburg-Vorpommern[18]
- 2017: Echo Klassik in der Kategorie „Kammermusikeinspielung des Jahres“ für die CD Mozart with friends[19]
- 2024: Auszeichnung als „Hochschullehrer des Jahres“ durch den Deutschen Hochschulverband[9]

## Diskografie (Auswahl)
- Ohne Worte. Werke von Franz Schubert, Felix Mendelssohn Bartholdy, Robert Schumann. Mit Nicholas Rimmer, Klavier (Sony Classical; 2009)
- Weichet nur, betrübte Schatten. Werke von Antonio Rosetti, J. S. Bach, Franz Anton Hoffmeister. Mit den Dresdner Kapellsolisten, Leitung: Helmut Branny (Sony Classical; 2009)
- In dunklen Träumen. Werke von Robert Schumann, Johannes Brahms, Clara Schumann. Mit Nicholas Rimmer, Klavier (Sony Classical; 2010)
- Folia. Werke von Michel-Richard Delalande, Georg Philipp Telemann, Arcangelo Corelli, J. S. Bach. Mit der Kammerakademie Potsdam (Sony Classical; 2011)
- Bach und Mehr. Werke von u. a. Johann Sebastian Bach, Krzysztof Penderecki, Marco Hertenstein (Sony Classical; 2013)
- Gassenhauer. Werke von Ludwig van Beethoven u. a. Mit Nicholas Rimmer und Maximilian Hornung (Sony Classical; 2013)
- Barocco Espanol. Werke von u. a. Santiago de Murcia, Antonio Soler, Luigi Boccherini, Domenico Scarlatti (Sony Classical; 2014)
- Brahms. Werke von Johannes Brahms. Mit William Youn, Klavier; Signum Quartett (Sony Classical; 2016)
- Mozart with Friends. Mit Julia Fischer, Violine; Sabine Meyer, Klarinette; William Youn, Klavier (Sony Classical; 2016)
- William Walton, Max Bruch, Arvo Pärt. Mit den Bamberger Symphonikern, Dirigent: Markus Poschner (Sony Classical/BR-Klassik; 2017)
- Baroque. Werke von J. S. Bach, Michel Lambert, Robert de Visée. Mit u. a. Dorothee Mields, Sopran;  Andreas Arend, Theorbe/Laute; Sara Kim, Violine; Niklas Trüstedt, Viola  (Sony Classical; 2018)
- Konstantia Gourzi: Anájikon. Mit William Youn, Lucerne Academy Orchestra, Minguet Quartett (ECM Records; 2021)
- Vivaldi, Paganini, Tartini. Werke von Antonio Vivaldi, Alessandro Rolla, Giuseppe Tartini, Niccolò Paganini. Mit L’arte del mondo, Ltg. Werner Erhardt (Sony; 2021)
- Dance for Two. Mit Dorothee Oberlinger, Flöte. Werke von u. a. Hildegard von Bingen, Konstantia Gourzi, J. S. Bach, Morton Feldman, John Cage (DHM; 2023)